# قاسم‌خان صور اسرافیل
میرزا قاسم خان تبریزی (۱۲۹۹ ه‍.ق–۱۳۲۷ه‍.خ) معروف به صور اسرافیل، نماینده مجلس در دوره قاجار و وزیر پست و تلگراف در دوره پهلوی بود. توسعه شبکه تلفن سراسری، تصدی دولت بر شبکه تلفن و راه اندازی خط پست هوائی خارجی در زمان وزارت او انجام گرفت.

## زندگی
قاسم خان پسر میرزا تقی خان تبریزی بود. در کودکی تحصیلات خود را به‌خوبی انجام داد و خط و ربطی به هم زد و به‌خصوص در امور مالی سررشته پیدا کرد و منشی مظفرالدین میرزا ولیعهد شد.   سپس در دوره مظفرالدین شاه پیشکار امین حضرت تبریزی در امور بنا خانه بود. 
در دوره مشروطیت به سرمایه او روزنامه صور اسرافیل با سردبیری میرزا جهانگیرخان شیرازی و همکاری علی‌اکبر دهخدا انتشار یافت. با به توپ بستن مجلس در سال ۱۲۸۷ خورشیدی، کلنل لیاخوف مأمور دستگیری این سه تن شد. میرزا جهانگیرخان دستگیر و کشته شد و قاسم خان و دهخدا به استانبول گریختند. قاسم خان بعدا به برلن رفت و چند شماره روزنامه صوراسرافیل را در آنجا انتشار داد. 
با فتح تهران و پایان استبداد صغیر، قاسم خان به ایران بازگشت و نمایندگان مجلس شورای ملی در سیزدهم اردیبهشت ۱۲۹۰ خورشیدی او را به جای یکی از وکلای مستعفی به عضویت مجلس برگزیدند.  در دوره سوم مجلس (۱۲۹۳ خورشیدی) از شهرستان شهریار و ساوجبلاغ به نمایندگی مجلس رسید اما با پیشروی ارتش روسیه بسوی تهران، مجلس در پاییز ۱۲۹۴ تعطیل شد و او نیز مانند بسیاری از نمایندگان به قم و سپس کرمانشاه مهاجرت کرد. در دولتی که رضاقلی خان نظام‌السلطنه مافی با حمایت آلمان و عثمانی در کرمانشاه تشکیل داد، قاسم خان وزیر داخله بود. با شکست این دولت، به استانبول و از آنجا به برلن رفت و چند سال بعد، پس از پایان جنگ بازگشت. 
در انتخابات دوره چهارم مجلس شورای ملی که پس از پایان جنگ برگزار شد، قاسم خان صور‌اسرافیل به نمایندگی زنجان انتخاب شد اما با کودتای سوم اسفند ۱۲۹۹ برپایی مجلس به تعویق افتاد. قاسم خان پس از برپایی مجلس نیز، نمایندگی را نپذیرفت و به مجلس نرفت و به جای آن، رئیس دفتر نخست وزیر شد. 

## وزارت پست و تلگراف
رضا خان سردارسپه قاسم خان را در ۲۶ فروردین ۱۳۰۳ به عنوان کفیل (سرپرست) وزارت کشور به مجلس معرفی کرد. پس از به سلطنت رسیدن رضاشاه، در کابینه مخبرالسلطنه در خرداد ۱۳۰۶ خورشیدی بدوا کفیل وزارت پست و تلگراف و هشت ماه بعد یعنی در ۲۳ دی  همان سال وزیر شد. در دوران وزارتش نخستین خط پست هوائی خارجی ایران را میان بندر پهلوی و بادکوبه (باکو) بر پا کرد. او قراردادی را که وحیدالملک شیبانی در دوران وزارتش در ۲۵ آوریل ۱۹۲۳ (پنجم اردیبهشت ۱۳۰۲) با شوروی بسته بود، در ۲۱ آبان ۱۳۰۶ به تصویب مجلس شورای ملی رساند و از طریق شرکت آلمانی یونکرس که خطوط هوائی را در ایران اداره می‌کرد، این خط پست هوائی را به راه انداخت.  توسعه شبکه تلفن سراسری نیز در زمان وزارت صور اسرافیل آغاز شد. او با یک میلیون تومان وام از بانک ملی در سال ۱۳۱۰ شرکت تلفن را که شرکتی سهامی با سهامداران خصوصی بود خریداری کرد و زیر نظر وزارت پست و تلگراف برد.
وزارت صور اسرافیل تا فروردین ۱۳۱۱ طول کشید. مخبرالسلطنه هدایت هنگامی که جانشین او را به مجلس معرفی می‌کرد گفت: «از بعضی بی ترتیبی آنجا، خاطر مبارک شاهنشاهی راضی نبود. در صورتی که از خود صور اظهار رضایت می‌فرمودند که آدم خوبی است». 

## بیماری و مرگ
صور اسرافیل پس از وزارت،  به مدت یک سال حاکم گیلان  و سپس حاکم اصفهان شد. در دوران حکومت او، شهر اصفهان به‌سرعت رو به آبادی نهاد تا اینکه در سال ۱۳۱۷ شهردار تهران شد و پس از یک سال که در این سمت بود بر اثر ابتلا به بیماری فلج، کنار رفت و تا پایان عمر در خانه بستری بود. 